# Glanz und Elend der Kurtisanen (1927)
Glanz und Elend der Kurtisanen ist ein deutsches Stummfilmdrama aus dem Jahre 1927 von Manfred Noa mit Paul Wegener, Andrée Lafayette und Werner Fuetterer in den Hauptrollen. Die Geschichte ist frei nach dem gleichnamigen Roman (1838–1846) von Honoré de Balzac gestaltet.

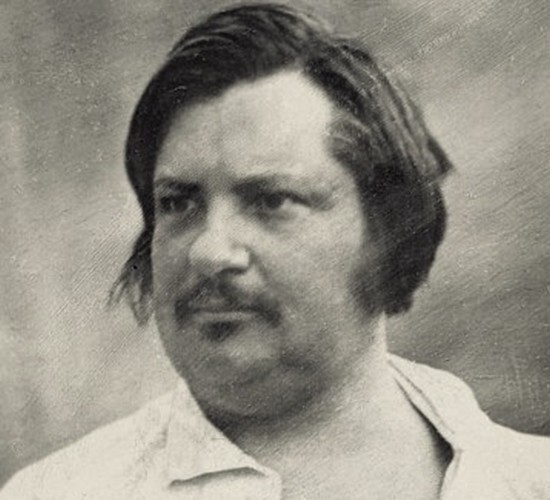
Autor der Romanvorlage Honoré de Balzac (Daguerreotypie von 1842)

## Handlung
Die Balzac’sche Handlung ist in die Moderne verlegt worden. Der bullige Jean Collin ist ein Gewohnheitsverbrecher und sitzt deshalb eine lange Strafe ab. Als er eines Tages mit Hilfe eines anderen Häftlings die Gefängnismauern hinter sich lassen kann, türmt er mit einem Auto. Bei halsbrecherischer Fahrt stößt er mit dem Wagen des Marquis de Herrea zusammen, wobei dieser schwerst verletzt wird. Der nur leicht verletzte Collin nimmt dem im Gesicht bis zur Unkenntlichkeit verstümmelten Sterbenden dessen Papiere ab und will damit ein neues Leben beginnen. Später wird man beim Auffinden des echten Marquis, der eine gewisse Ähnlichkeit mit Collin besitzt, diesen für den flüchtigen Verbrecher Collin halten. Collin alias Marquis de Herrera, laut erfundener Vita der Gesandte von Porto Nuovo, besitzt nun mit seiner neuen Identität die ideale Eintrittskarte zur gehobenen Pariser Gesellschaft. Beim Besuch des alljährlichen Opernballs wird er Zeuge eines „Skandals“ um den jungen Schriftsteller Lucien. Der plant, seine Freundin Esther zu heiraten, von der er bislang glaubte, sie seine eine kleine aber brave Näherin. Nun stellt sich heraus, dass sie eine berüchtigte Kurtisane, ein Euphemismus für Prostituierte, ist.
Esther, die Lucien aufrichtig liebt, versucht diesem zu erklären, dass sie ihm zuliebe mit ihrer Vergangenheit komplett gebrochen habe. Lucien steht jedoch regelrecht unter Schock und stürzt nach Esthers Auslassung ins Freie. Collin / de Herrera, der die Szenerie genau beobachtet hat, eilt ihm nach, um den jungen, emotional verwirrten Heißsporn von einer Dummheit zurückzuhalten. Neben väterlichen Gefühlen, die Collin für den unerfahrenen jungen Mann hegt, kommt eiskalte Berechnung hinzu: Collin glaubt, dass Lucien ihm bei seinem weiteren gesellschaftlichen Aufstieg von Nutzen sein könnte. Nachdem er Luciens Vertrauen gewonnen hat, bietet er als Marquis de Herrera an, Lucien zu adoptieren. Der sieht dieses großzügige Angebot als Chance und sagt ja. Collin alias de Herrera versucht nun, Lucien mit der noch sehr jungen Caroline von Grandlieu, die aus ausgezeichnetem Hause stammt, zu verkuppeln. Mit einem Sohn, der eine Grafentochter heiratet, würde nun auch, so Collins Rechnung, seine eigene Reputation als Marquis de Herrera unantastbar. Doch Collin hat den „Faktor Liebe“ außer Acht gelassen. 
Denn Lucien hat seine Esther nicht vergessen und will, so sehr er auch die Vorteile einer Ehe mit Caroline in Erwägung zieht, nicht von seinem kleinen Straßenmädchen lassen. Die wird jedoch derzeit von dem fülligen, nicht mehr ganz taufrischen Bankier Nüßlingen umworben. Collin, der wegen Esther um die Gefahr seines teuflischen Plans mit Lucien weiß, versucht konsequent das Mädchen in ihr altes Lebensumfeld zurückzudrängen. Der skrupellose Verbrecher erpresst den Bankier mit seinem Wissen, in der Hoffnung, mit dem Geld Lucien endlich den Aufstieg in die besten gesellschaftlichen Kreise zu ermöglichen. Esther besticht er mit viel Geld, auf dass diese Lucien fortan aus dem Wege gehe. Doch ihre Liebe zu dem verloren geglaubten Geliebten ist stärker. Sie trifft sich noch einmal mit Lucien, der geglaubt hat, dass Esther ihn freiwillig aufgegeben hat, und erzählt dem Schriftsteller die ganze Wahrheit über de Herreras / Collins Intrige. Als die Staatsgewalt Collins Machenschaften aufdeckt, kommen die Dinge in Bewegung, die katastrophale Folgen haben und in einem Freitod enden: Collin, der seinen Lebensplan gescheitert sieht, greift daraufhin zur Waffe und schießt sich in den Kopf.

## Produktionsnotizen
Glanz und Elend der Kurtisanen entstand im Mai und Juni 1927 im Filmstudio von Staaken bei Berlin, passierte die Zensur am 21. Juni desselben Jahres und wurde am 7. Juli in Berlins Alhambra-Kino am Kurfürstendamm uraufgeführt. Der mit Jugendverbot belegte Siebenakter besaß eine Länge von 2592 Meter. In Österreich lief der Film am 10. Februar 1928 an.
Hans Sohnle und Otto Erdmann gestalteten die Filmbauten. Hans Schönmetzler übernahm die Aufnahmeleitung.

## Kritiken
Die Österreichische Film-Zeitung lobte die „packende … Regiekunst Manfred Noas“ und stellte überdies „das fabelhaft belebte und einprägsame Spiel“ der Hauptdarsteller heraus.
Die Stunde meinte: “Paul Wegener erweist in der Rolle des Collin abermals seine meisterhafte Gestaltungskunst. Andree La Fayette, Werner Fuetterer und Helene von Münchhofen sind die übrigen ausgezeichneten Darsteller dieses Films”.
Das Kino-Journal befand: „Paul Wegener als Verbrecher, Ferdinand v. Alten, Eugen Burg, Werner Fuetterer und Helene v. Münchhofen werden ihren Aufgaben vollauf gerecht.“